# Masakazu Senuma
Masakazu Senuma (瀬沼 正和 Senuma Masakazu?), född 7 september 1978 i Tokyo prefektur, är en japansk före detta fotbollsspelare.
Senuma började sin karriär 1997 i Verdy Kawasaki (Tokyo Verdy). 2000 blev han utlånad till Vissel Kobe. Han gick tillbaka till Tokyo Verdy 2001. Han avslutade karriären 2001.